# Khartoum
Khartoum ili Khartum, Kartum (الخرطوم al-Kharṭūm) je glavni grad države Sudan. Nalazi se na sutoku Plavog i Bijelog Nila, gdje se obje rijeke spajaju u Nil.

## Povijest
Khartoum je 1821. godine osnovao vladar Egipta Ibrahim paša. Grad je postao regionalni centar trgovine. Trgovina se razvila zbog značajnog položaja na sutoku Plavog i Bijelog Nila, a na tom mjestu su do Nila dolazili tradicionalni karavanski putevi.
Godine 1885. grad je osvojio osnivač Sudana Muhamed Ahmed nazvan Mahdi. On je poveo pobunu Sudanaca protiv egipatske i britanske vlasti (u to vrijeme je Egipat bio pod britanskom upravom i vladao je Sudanom). Mahdi je proveo pokolj egipatskih i britanskih snaga u gradu. Mahdi pogiba 1885. godine, a 1898. Britanci su kod obližnjeg grada Omdurmana pobijedili Mahdijeve sljedbenike i ponovo uspostavili državu Anglo-egipatski Sudan koja je bila pod britanskom i egipatskom upravom. Khartoum je postao glavni grad te države, te je izgrađen prema planu s mrežom pravokutnih i dijagonalnih ulica.
Sudan je postao nezavisan 1956. godine i Khartoum je postao njegov glavni grad. U narednom razdoblju je grad brzo rastao. Godine 1973. palestinski su teroristi držali više talaca u saudijskom veleposlanstvu u Khartoumu i pogubili američkog veleposlanika. 1977. je sagrađen naftovod do lučkog grada Port Sudana. Tijekom 1970-ih i 1980-ih godina su u Khartoum dolazile brojne izbjeglice iz okolnih država u kojima su se vodili ratovi, ali i iz dijelova Sudana zahvaćenih građanskim ratom.
Godine 1989. Omar al-Bašir izveo je državni udar. Nakon toga se u Sudanu uvodi islamski režim koji surađuje s međunarodnim islamskim teroristima. Krajem 1990-ih je Sudan pružao utočište terorističkom vođi Osami bin Ladenu. Zbog toga je 1998. američka vojska bombardirala određene ciljeve u Khartumu, te je nakon toga Sudan protjerao Osamu bin Ladena. Godine 2008., Khartoum su napali pobunjenici iz sudanske pokrajine Darfur, ali se sudanska vlada uspjela obraniti. 
Godine 2023., Sudanska je vojska pokrenula zračne napade na bazu paravojnih Snaga za brzu potporu (RSF, eng. Rapid Support Forces) u blizini Khartouma kako bi, nakon vojnog udara 2021. godine, ponovno preuzela vlast u sklopu Sudanskoga građanskoga rata. Dok se vojska i RSF, koji se sastoji od oko 100 000 vojnika, bore se za vlast, političari u državi u procesu su pregovora o formiranju prijelazne vlade.

## Zemljopis
Khartoum se nalazi u središnjem Sudanu, na sutoku Bijelog i Plavog Nila. To je mjesto na kojem se formira rijeka Nil koja ima izrazito veliko značenje za Sudan i susjedni Egipat. Na sutoku rijeka se nalazi riječni otok Tuti. Prostor uz Bijeli Nil južno od grada je močvaran.
Khartoum se nalazi u pustinjskoj klimi. Temperature su cijele godine visoke, a kiša pada samo tijekom dva ljetna mjeseca. Zbog toga je Nil glavni izvor vode za grad. U okolici grada postoje značajne poljoprivredne površine koje se natapaju vodom iz Nila.
Veliki Khartoum je konurbacija (sustav spojenih gradova) koja se sastoji od Khartouma, Sjevernog Khartouma ili Bahrija (industrijski grad sa sjeverne strane Plavog Nila koji je povezan s Khartoumom, ali ima status posebnog grada) i Omdurmana (poseban grad sa zapadne strane Bijelog Nila povezan s Khartoumom).

## Znamenitosti
Najvažnija znamenitost je Nacionalni muzej Sudana. U njemu se nalaze brojni ostaci staroegipatske kulture koji su preseljeni u Khartoum iz dijelova sjevernog Sudana koji su poplavljeni nakon izgradnje brane kod Asuana. Khartoum je tradicionalni islamski grad s brojnim džamijama. Značajna je tradicionalna tržnica (suq). Danas se otvaraju moderni trgovački centri.

## Gradovi prijatelji
- – Amman, Jordan
- – Kairo, Egipat
- – Istanbul, Turska
- – Sankt-Peterburg, Rusija
- – Wuhan, Kina
- – Asmara, Eritreja